# Agència d'Afers Culturals
L'Agència d'Afers Culturals (文化庁 bunkachō) és un departament del Ministeri d'Educació, Cultura, Esports, Ciència i Tecnologia del Japó. Va ser creat el 1968 per tal de promoure l'art i la cultura del país Des de l'abril de 2016, el departament depèn del departament d'Afers Extrarios, Ryohei Miyata.
El pressupost de l'agència el 2017 va ser de 104,3 mil milions de ￥.